# Castelo d'água

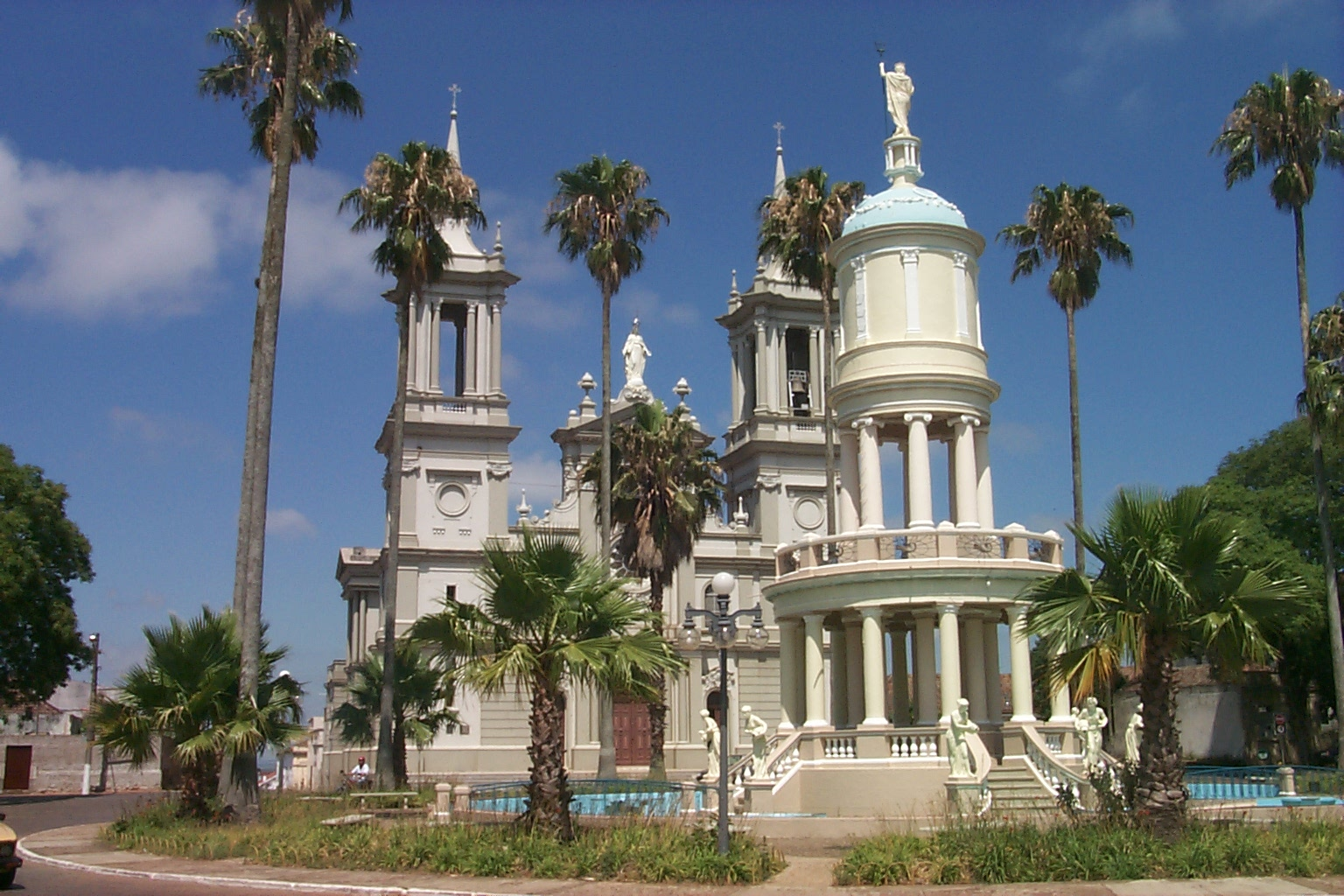
Castelo d'água em Cachoeira do Sul, Brasil, construído em 1925

Castelo d'água é um reservatório de água elevado, constituído de uma torre com uma grande caixa d'água na parte superior. Geralmente é construído em local suficientemente alto para alimentar o sistema de abastecimento d'água, sob pressão.
Os maiores castelos de água podem conter dezenas de milhares de metros cúbicos de água. Muitos deles foram construídos durante a Revolução Industrial e alguns são atualmente considerados como marcos arquitetônicos e monumentos, não tendo atualmente a função original.

## Funcionamento
A água é enviada do ponto de captação ao reservatório. Se a altitude do ponto de captação é inferior à altitude do reservatório, utilizam-se bombas para elevar o nível da água até este último. Em seguida a água é enviada, por gravidade, à rede de abastecimento.

## História
Depois de um longo eclipse, quando foi substituído por sistemas mais rudimentares, o castelo d'água reaparece na Europa, no século XIX.
Nos anos 1970, diante da melhoria das técnicas de engenharia hidráulica,
os castelos d'água foram colocados em discussão, e têm sofrido ataques tanto do ponto de vista estético, considerando seu impacto sobre a paisagem, como do ponto de vista financeiro, pelo elevado custo, tanto da construção como de adução da água.
Seus defensores no entanto argumentam que eles constituem um elemento de segurança em caso de problemas na estação de produção de água podendo assegurar a distribuição durante um certo período (geralmente de 12 a 24 horas). Além disso, asseguram uma pressão constante na rede e constituem um elemento de segurança da qualidade da água, funcionando como uma bacia de decantação suplementar. De todo modo os reservatórios enterrados tomaram seu lugar a partir dos anos 1980.